# Khowrāvand
Khowrāvand (persiska: خُراوَند, خَراوَند, خُوراوَند, خوراوند) är en ort i Iran.   Den ligger i provinsen Markazi, i den centrala delen av landet, 240 km sydväst om huvudstaden Teheran. Khowrāvand ligger 1 806 meter över havet och antalet invånare är 552.
Terrängen runt Khowrāvand är platt åt sydväst, men åt nordost är den kuperad. Terrängen runt Khowrāvand sluttar söderut.Runt Khowrāvand är det ganska tätbefolkat, med 67 invånare per kvadratkilometer. Närmaste större samhälle är Khomeyn, 16,0 km sydväst om Khowrāvand. Trakten runt Khowrāvand består i huvudsak av gräsmarker.